# Campionati europei di canoa slalom 2012
I Campionati europei di canoa slalom 2012 sono stati la 13ª edizione della competizione continentale. Si sono svolti, per la seconda volta dopo il 1996 ad Augusta, in Germania, dal 9 al 13 maggio 2012. Gli atleti hanno preso parte a 10 eventi in totale, ma solo 9 di essi sono stati premiati con medaglie. L'evento a squadre C1 femminile ha visto la partecipazione di sole 3 squadre, e poiché una gara, deve avere almeno 5 partecipanti per poter essere considerata un evento valevole di medaglia, non vi sono stati premiati.
L'evento è servito anche come qualificazione europea per le Olimpiadi estive 2012 a Londra.

## Medagliere
| Pos.   | Paese         | Oro | Argento | Bronzo | Totale |
| ------ | ------------- | --- | ------- | ------ | ------ |
| 1      | Germania      | 3   | 4       | 4      | 11     |
| 2      | Francia       | 2   | 2       | 1      | 5      |
| 3      | Slovacchia    | 1   | 1       | 1      | 3      |
| 3      | Gran Bretagna | 1   | 1       | 1      | 3      |
| 5      | Rep. Ceca     | 1   | 1       | 0      | 2      |
| 6      | Italia        | 1   | 0       | 0      | 1      |
| 8      | Austria       | 0   | 0       | 1      | 1      |
| 8      | Slovenia      | 0   | 0       | 1      | 1      |
| Totale | Totale        | 9   | 9       | 9      | 27     |

## Podi

### Uomini
| Evento              | Oro                                                                                                  | Punti  | Argento                                                                                              | Punti  | Bronzo                                                                                         | Punti  |
| Canoa C-1           | Sideris Tasiadis                                                                                     | 98,80  | Tony Estanguet                                                                                       | 100,10 | Benjamin Savšek                                                                                | 100,55 |
| Canoa C-1 a squadre | Slovacchia Michal Martikán Alexander Slafkovský Matej Beňuš                                          | 110,47 | Germania Nico Bettge Jan Benzien Sideris Tasiadis                                                    | 111,58 | Francia Tony Estanguet Denis Gargaud Chanut Thibaut Vielliard                                  | 115,70 |
| Canoa C-2           | Rep. Ceca Jaroslav Volf Ondřej Štěpánek                                                              | 106,02 | Slovacchia Pavol Hochschorner Peter Hochschorner                                                     | 106,49 | Germania Thomas Becker Robert Behling                                                          | 107,27 |
| Canoa C-2 a squadre | Gran Bretagna David Florence / Richard Hounslow Tim Baillie / Etienne Stott Adam Burgess / Greg Pitt | 129,38 | Rep. Ceca Ondřej Karlovský / Jakub Jáně Jonáš Kašpar / Marek Šindler Jaroslav Volf / Ondřej Štěpánek | 132,81 | Germania David Schröder / Frank Henze Kai Müller / Kevin Müller Thomas Becker / Robert Behling | 137,38 |
| Kayak K-1           | Daniele Molmenti                                                                                     | 93,20  | Paul Böckelmann                                                                                      | 95,05  | Hannes Aigner                                                                                  | 96,37  |
| Kayak K-1 a squadre | Francia Étienne Daille Boris Neveu Bastien Damiens                                                   | 108,35 | Germania Sebastian Schubert Hannes Aigner Paul Böckelmann                                            | 109,23 | Austria Helmut Oblinger Herwig Natmessnig Andreas Langer                                       | 110,29 |

### Donne
| Evento                                       | Oro                                                      | Punti  | Argento                                             | Punti  | Bronzo                                                       | Punti  |
| Canoa C-1                                    | Mira Louen                                               | 125,53 | Mallory Franklin                                    | 130,29 | Michaela Grimm                                               | 144,09 |
| Kayak C-1 a squadre (medaglie non assegnate) | Germania Mira Louen Michaela Grimm Lena Stöcklin         | 151,02 | Francia Caroline Loir Claire Jacquet Oriane Rebours | 153,95 | Gran Bretagna Kimberley Woods Mallory Franklin Alice Spencer | 170,09 |
| Kayak K-1                                    | Carole Bouzidi                                           | 106,93 | Melanie Pfeifer                                     | 106,94 | Fiona Pennie                                                 | 107,02 |
| Kayak K-1 a squadre                          | Germania Cindy Pöschel Jasmin Schornberg Melanie Pfeifer | 121,80 | Francia Carole Bouzidi Caroline Loir Émilie Fer     | 123,45 | Slovacchia Jana Dukátová Elena Kaliská Dana Mann             | 126,39 |